# خوسيه كاستل
خوسيه كاستل (بالإسبانية: José Castel) هو ملحن إسباني، ولد في 7 نوفمبر 1737، وتوفي في 2 نوفمبر 1807.